# Фракийское землетрясение (1354)
Фракийское землетрясение 2 марта 1354 года сотрясло южное побережье области Фракия, включая Галлипольский полуостров, бассейн Мраморного моря, а также ряд внутренних регионов на Западе Малой Азии. Сильные разрушения были отмечены в таких городах и крепостях как Галлиполи, Конур, Болайир, Малгара, Ипсала, Родосто и др., которые вскоре были захвачены турками. Линия разломов прошла далее  на юго-восток в Малую Азию, где полному разрушению подвёргся полузаброшенный город Иераполь, так никогда более не восстановленный .  Примечательно, что в западно-европейских хрониках данное землетрясение долгое время неправильно записывалось как произошедшее в марте 1353 года в Италии. Ошибка произошла потому, что один из хронистов неправильно интерпретировал записи другого. В средние века Романия было не только официальным названием Византийской империи, но и областью на севере Италии (соврем. Эмилия-Романья). Позднее ошибка была обнаружена и удалена из архивов .

## Историческое значение
Фракийское землетрясение имело важное историческое значение. Дело в том, что турецкий гарнизон, возглавляемый Сулейманом ещё в 1352 году, самовольно занял крепость Цимпа в 12 км к северу от Галлиполи. Кантакузин, обеспокоившись появлением турок в Европе, начал переговоры с отцом Сулейманa Орханом I о недопустимости открытой турецкой оккупации собственно византийских земель (с утратой малоазийских земель византийцы уже смирились). Последний внял просьбам Кантакузина и убедил сына принять 10 000 дукатов в качестве выкупа за освобождение Цимпы. Но землетрясение грянуло сразу же после того, как посланник Орхана прибыл в Константинополь с целью забрать деньги и вручить ключи от замка . Греческие жители оставили разрушенный Галлиполи, а месяц спустя его заняли турки, которых возглавил Сулейман. Землетрясение открыло кочевым туркам, не обременённым земледельческими или ремонтными работами, путь на Балканы. Впрочем, сильное землетрясение было не единственной бедой, поразившей византийские земли в этот период. Ему предшествовала эпидемия чумы, а также очередная гражданская война 1352—1357 годов. Сам Орхан I интерпретировал землетрясение как божественный знак и начал быстро продвигаться из занятой турками ещё в 1352 году крепости Цимпа (Тзымпе) к Галлиполи.
Обеспечив себе занятием Цымпы и Галлиполи надёжный плацдарм, турки двинулись на север и в течение последующих 10 лет покорили почти всю византийскую Фракию. В результате из всех владений Византии во Фракии осталась лишь ее столица Константинополь, который туркам не удавалось взять из-за ее мощных укреплений вплоть до 1453 года.